# هندسة الطرق
هندسة الطرق السريعة هي فرع هندسي من الهندسة المدنية يتضمن تخطيط وتصميم وبناء وتشغيل وصيانة الطرق والجسور والأنفاق لضمان حركة الناس ونقل البضائع بشكل آمن وفعال. أصبحت هندسة الطرق السريعة هامة في النصف الأخير من القرن العشرين بعد الحرب العالمية الثانية. تتطور معايير هندسة الطرق السريعة باستمرار. يجب على مهندسي الطرق السريعة أن يأخذوا بعين الاعتبار التدفقات المستقبلية للحركة المرورية وتصميم التقاطعات العادية وتقاطعات الطرق السريعة، وكذلك مواد وتصميم رصف الطرق السريعة، والتصميم الهيكلي لسماكة الرصف، وصيانته.

## تاريخ
تعود بداية بناء الطرق إلى زمن الرومان. تطور تصميم الطرق مع التقدم التكنولوجي بداية من العربات التي تجرها الخيول إلى المركبات بقوة 100 حصان. لم يبدأ بناء الطرق السريعة الحديثة حتى أواخر القرن التاسع عشر وأوائل القرن العشرين.
بدأ البحث الأول الخاص بهندسة الطرق السريعة في المملكة المتحدة تزامنًا مع إنشاء مختبر أبحاث النقل في عام 1930. أصبحت هندسة الطرق السريعة في الولايات المتحدة مضبوطة مع إصدار قانون تنظيم الطرق السريعة الفيدرالي لعام 1944، والذي هدف إلى ربط 90% من المدن التي بلغ عدد سكانها 50000 أو أكثر. نشأت الحاجة لإدخال التحسينات على الطرق من الضغط المستمر للمركبات التي زادت بشكل كبير مع مرور الوقت. وتبعًا للتكنولوجيا الحديثة لعب إنشاء أول طريق سريع في بريطانيا العظمى (ممر بريستون) في عام 1958 دورًا رئيسيًا في تطوير تقنيات الرصف الجديدة.
تستند معايير التصميم المستخدمة في الولايات المتحدة عادةً إلى دراسات الجمعية الأمريكية لموظفي الطرق السريعة والنقل، بالإضافة إلى الأبحاث التي أصدرها مجلس بحوث النقل ومعهد مهندسي النقل والإدارة الفيدرالية للطرق السريعة ووزارة النقل.

## التخطيط والتطوير
يشمل تخطيط الطرق السريعة تقدير أحجام المرور الحالية والمستقبلية على شبكة الطرق. ويعتبر التخطيط أيضا حاجة أساسية لتطوير الطرق السريعة. يسعى مهندسو الطرق السريعة للتنبؤ وتحليل جميع الآثار المحتملة الناتجة عن أنظمة الطرق السريعة. تدخل في الاعتبار الآثار الضارة على البيئة مثل الضوضاء وتلوث الهواء والمياه وغيرها من الآثار البيئية.

### التمويل
تواجه البلدان المتقدمة تكاليف صيانة مرتفعة لطرق النقل السريعة المتقادمة بشكل دائم. أدى نمو صناعة السيارات والنمو الاقتصادي المرافق لها إلى زيادة الحاجة للطرق السريعة الآمنة وغير المزدحمة. تطلب نمو التجارة والمؤسسات التعليمية والإسكان والدفاع جزء كبير من الميزانيات الحكومية في الماضي ما جعل تمويل الطرق السريعة العامة تحديًا.
تغير خصائص الطرق السريعة المختلفة والبيئة الاقتصادية والتقدم في تكنولوجيا تكاليف الطرق السريعة باستمرار. لذلك فإن أساليب تمويل الطرق السريعة وإدارتها وصيانتها تتغير باستمرار أيضًا.

### تقييم الأثر البيئي
يعتمد النمو الاقتصادي للمجتمع على تطوير الطرق السريعة لتعزيز النقل. ومع ذلك يمكن للطرق السريعة المخططة والمصممة والمبنية على نحو غير صحيح إعاقة الخصائص الاجتماعية والاقتصادية لأي مجتمع. تشمل الآثار الضارة الشائعة لبناء الطرق السريعة تلف البيئات والتنوع الحيوي، وزيادة تلوث الهواء والماء والضوضاء وإفساد المناظر الطبيعية وتدمير البنية الاجتماعية والثقافية للمجتمع. يجب إنشاء البنية التحتية للطرق السريعة وصيانتها وفق معايير جودة عالية.
توجد ثلاثة خطوات أساسية لدمج المعايير البيئية في تخطيط وجدولة وبناء وصيانة الطرق السريعة. تُعرف هذه العملية باسم تقييم الأثر البيئي، وتتعامل بشكل منهجي مع العناصر التالية:
- تحديد نطاق التأثيرات المحتملة على البيئة الطبيعية والاجتماعية والاقتصادية.
- تقييم هذه الآثار.
- صياغة تدابير لتجنب الآثار المتوقعة وتخفيفها وإصلاحها.

### الأمان على الطرق السريعة
تسبب الطرق السريعة أعلى الإصابات البشرية ضررا وأعلى معدلات الموت، إذ يصاب ما يقرب من 50 مليون شخص في حوادث المرور كل عام بالإضافة إلى 1.2 مليون حالة وفاة. تعتبر الإصابات الناجمة عن حوادث المرور السبب الرئيسي الوحيد للوفاة (دون حساب عمليات الانتحار) في العقود الخمسة الأولى من حياة الإنسان.

## التصميم
يحدد أنسب موقع وشكل للطريق السريع خلال مرحلة التصميم. يتضمن تصميم الطرق السريعة النظر في ثلاثة عوامل رئيسية وهي الإنسان والمركبات والطرق وكيفية تفاعل هذه العوامل لتوفير طريق سريع آمن. تشمل العوامل البشرية زمن رد الفعل المطلوب للكبح والتوجيه، والحدة البصرية لرؤية إشارات الطرق والمرور، وسلوك السائق تبعا للسيارة. تشمل عوامل السيارة حجم السيارة وديناميكية حركتها الضرورية لتحديد عرض الممر والحد الأقصى للمنحدرات. يقوم مهندسو الطرق السريعة بتصميم الطرق لضمان ثبات المركبات عند عبور منحنيات ودرجات ميل ولتوفير مسافات رؤية كافية للقيام بمناورات عابرة على طول المنحنيات ضمن طريق ذو اتجاهين.

### التصميم الهندسي
يجب أن يلبي مهندسو الطرق السريعة والنقل العديد من معايير السلامة والخدمة والأداء عند تصميم الطرق السريعة تبعًا لطبوغرافيا الأرض. يشير التصميم الهندسي إلى العناصر المرئية في الطرق السريعة. يجب على مهندسي الطرق السريعة النظر في الآثار البيئية والاجتماعية للتصميم على البنية التحتية المحيطة بالطريق.
توجد بعض المعايير التي يجب مراعاتها بشكل صحيح في عملية التصميم ليتناسب الطريق السريع بنجاح مع تضاريس البيئة المحيطة وللحفاظ على ديمومته. بعض من معايير التصميم:
- سرعة التصميم.
- حجم المرور.
- عدد الممرات.
- مستوى الخدمة.
- مسافة الرؤية الدنيا.
- الرصف، الارتفاعات العالية، درجات الميل.
- المقطع العرضي.
- عرض الحارة المرورية.
- الوضوح الأفقي والرأسي.

يمكن قياس الأداء التشغيلي للطريق السريع من خلال ردود أفعال السائقين على معايير التصميم وتفاعلهم مع الطريق.

### المواد
تطورت المواد المستخدمة في بناء الطرق مع مرور الوقت، وتطورت معها الأساليب التي تُبنى بها هذه المواد.
توجد ثلاثة أنواع رئيسية لأسطح الرصف: رصف خرساني (PQC)، خرسانة الاسمنت البورتلاندي (PCC)، الخلطة الإسفلتية الساخنة (HMA). توجد تحت هذه الطبقات طبقات أخرى توفر الدعم الهيكلي للرصف. تتضمن هذه الطبقات طبقات القاعدة الأساسية والثانوية، أو طبقات القاعدة الأساسية والثانوية المعالجة، بالإضافة إلى طبقات الأرض الطبيعية. يمكن معالجة هذه الطبقات بالإسمنت أو بالإسفلت أو الجير للحصول على طبقات أكثر قوة.

### تصميم الرصف المرن
يتكون الرصف المرن أو الأسفلت عادة من ثلاث أو أربع طبقات. يوجد في الرصف المرن المكون من أربع طبقات: طبقة سطحية وطبقة أساس وطبقة قاعدة مبنية على طبقة من التربة الطبيعية المضغوطة. عند إنشاء رصف مرن ثلاثي الطبقات لا تستخدم طبقة قاعدة وتوضع طبقة الأساس مباشرة على الأرض الطبيعية.
تصنع الطبقة السطحية في الرصف المرن من الأسفلت الساخن المخلوط (HMA). وعادة ما تستخدم الحصى بأقطار مختلفة لطبقة الأساس. ومع ذلك يمكن أيضًا تثبيت الطبقة الأساسية باستخدام الإسفلت أو مادة بيتومينية رغوية أو أسمنت بورتلاندي أو أي مادة أخرى تزيد من الاستقرار. تنشأ طبقة القاعدة الثانية عمومًا من مواد حصوية محلية، بينما يثبت غالبا الجزء العلوي من الطبقة الفرعية باستخدام الإسمنت أو الجير.
في الرصف المرن: يطبق أعلى إجهاد على السطح وينخفض الإجهاد مع زيادة عمق الرصف. لذلك يجب استخدام مواد عالية الجودة للسطح، ويمكن استخدام مواد أقل جودة مع زيادة عمق الرصف. يستخدم مصطلح (مرن) نظرًا لقدرة الإسفلت على الانحناء والتشوه بشكل طفيف ثم العودة إلى شكله الأصلي عند تطبيق الحركة المرورية وتلاشيها. من الممكن أن تصبح هذه التشوهات الصغيرة دائمة ما يؤدي إلى شق الطريق لفترة طويلة.
يصمم عمر خدمة الرصف المرن عادة ضمن حدود 20 إلى 30 عامًا. تختلف السماكات المطلوبة لكل طبقة من طبقات الرصف المرن على نطاق واسع تبعًا لنوعية المواد المستخدمة والحجم المروري وعدد تكرارات الأحمال المرورية والظروف البيئية وعمر الخدمة المطلوب للرصف. تؤخذ هذه العوامل في الاعتبار أثناء عملية التصميم ليبقى الرصف صالحًا خلال مدة الخدمة المطلوبة دون حدوث تشوهات كبيرة.